# Miroslav Gerhát
Miroslav Gerhát (* 28. prosince 1951) je bývalý československý fotbalista, záložník. Po skončení aktivní kariéry působil jako fotbalový funkcionář a trenér (mj. Topoľčany).

## Fotbalová kariéra
Odchovanec Topoľčan. V československé lize hrál za ZVL Žilina, Duklu Praha a Jednotu Trenčín. Na závěr kariéry hrál v Německu nižší soutěž za Mnichov 1860. V lize nastoupil ke 256 utkáním a dal 15 gólů. V Poháru UEFA nastoupil v roce 1973 za Duklu v zápase proti OFK Bělehrad. Za juniorskou reprezentaci odehrál v letech 1973–1975 6 utkání.

## Ligová bilance
| Ročník                                      | Zápasy | Góly | Klub            |
| ------------------------------------------- | ------ | ---- | --------------- |
| 1. československá fotbalová liga 1970/71    | 27     | 0    | ZVL Žilina      |
| 1. československá fotbalová liga 1971/72    | 20     | 3    | ZVL Žilina      |
| 1. československá fotbalová liga 1972/73    | 25     | 3    | Dukla Praha     |
| 1. československá fotbalová liga 1973/74    | 18     | 0    | Dukla Praha     |
| 1. československá fotbalová liga 1974/75    | 25     | 1    | ZVL Žilina      |
| 1. československá fotbalová liga 1975/76    | 8      | 0    | ZVL Žilina      |
| 1. československá fotbalová liga 1977/78    | 27     | 0    | Jednota Trenčín |
| 1. československá fotbalová liga 1978/79    | 27     | 0    | Jednota Trenčín |
| 1. československá fotbalová liga 1979/80    | 7      | 0    | Jednota Trenčín |
| 1. slovenská národní fotbalová liga 1981/82 | 25     | 1    | ZVL Žilina      |
| 1. československá fotbalová liga 1982/83    | 27     | 4    | ZVL Žilina      |
| 1. československá fotbalová liga 1983/84    | 18     | 3    | ZVL Žilina      |
| 1. československá fotbalová liga 1984/85    | 27     | 1    | ZVL Žilina      |
| CELKEM                                      | 256    | 15   |                 |